# Karncza Góra

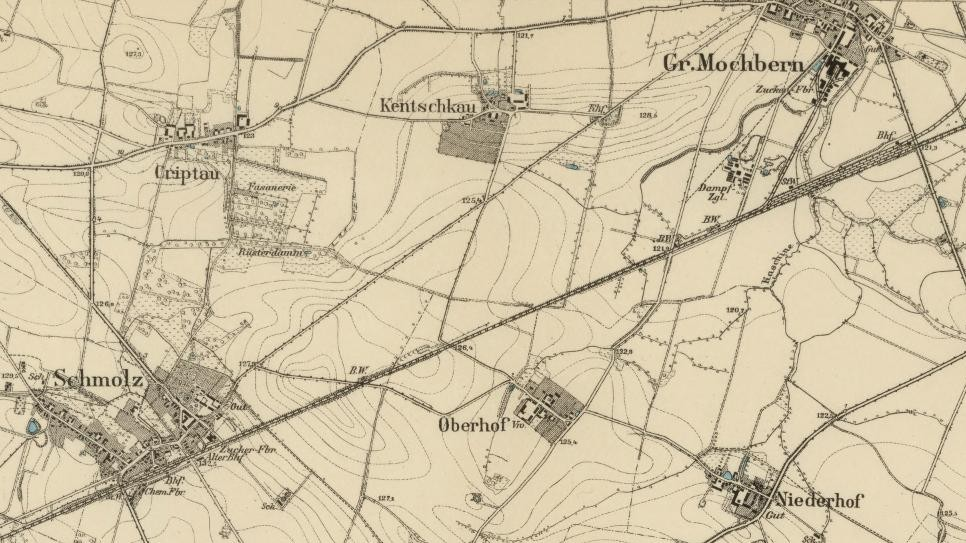
Kentschkau auf einer Karte von 1885

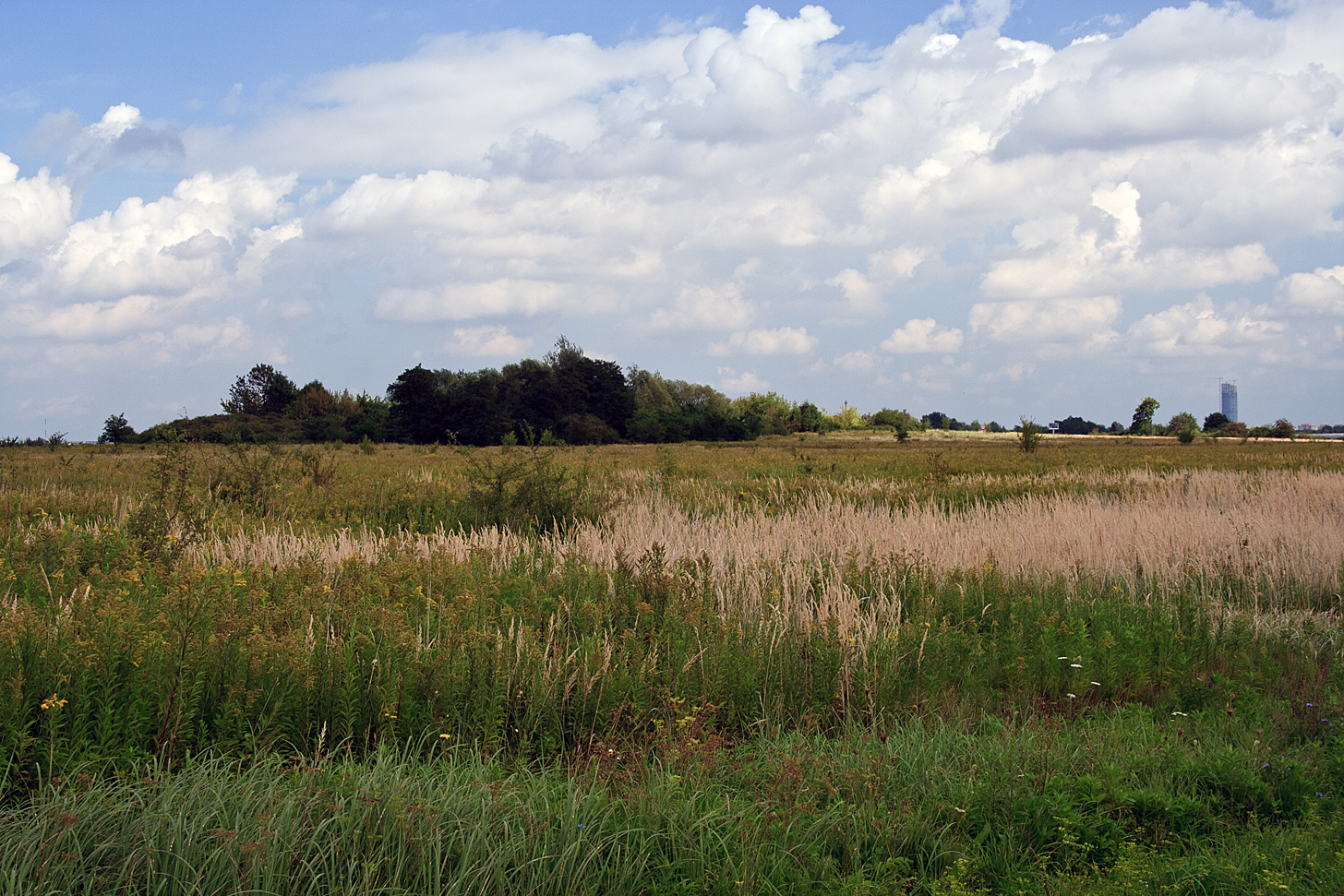
Karncza Góra 2011

Karncza Góra (deutsch Kentschkau, 1937–1945 Keltingen) ist ein ehemaliges, devastiertes Dorf südwestlich von Breslau. Es liegt im Gebiet der heutigen Gemeinde Kąty Wrocławskie (Kanth) im Powiat Wrocławski in der Woiwodschaft Niederschlesien. Von 1945 bis 1998 gehörte der Ort zur Woiwodschaft Breslau.

## Geographie
Kentschkau/Karncza Góra war ein Straßendorf und lag auf einem langgestreckten Hügel mit einer absoluten Höhe von 128 m über dem Meeresspiegel; es erhob sich etwa 8 Meter über die umliegende Ebene. Im Süden und Westen grenzte das Dorf an Smolec (Schmolz) und Krzeptów (Kriptau). Im Osten und Norden grenzte es an die Orte Strachowice (Strachwitz) und Muchobór Wielki (Groß Mochbern), die nach dem Zweiten Weltkrieg nach Breslau eingegliedert wurden. Es gab einen Friedhof östlich des Dorfes an der Straße nach Mochbern. Der Standort des Friedhofs befindet sich jetzt innerhalb der Stadtgrenzen von Breslau, die übrigen Gebiete des ehemaligen Dorfes liegen innerhalb der Grenzen der Gemeinde Kąty Wrocławskie. Heute gehört das Gebiet von Kentschkau zum Flughafen Breslau-Strachowice und ist ein für die Öffentlichkeit geschlossener Bereich.

## Namensherkunft
Der Name „Karncza Góra“ ist eine besitzanzeigende Bezeichnung und weist auf einen Berg hin, der einer „Karnek“ genannten Person gehört, jemandem mit einem verstümmelten Ohr oder einer verstümmelten Nase. In anderen Quellen wird das Adjektiv „verkrüppelt“ direkt auf den Hügel bezogen, woraus sich die Bezeichnung „Krüppelberg“ ergibt.
In verschiedenen mittelalterlichen Dokumenten aus dem 12. bis 14. Jahrhundert änderte sich der Name des Dorfes allmählich von der ursprünglichen Form „Carnchagora“, „Canchagora“ (1245), „Cansgorw“ (1285) über „Cansgor“ in „Kanczgo“. Im Jahr 1579 erschien erstmals die germanisierte Version „Kentschkau“, später auch in Form von „Kentschke“.
Der deutsche Forscher Paul Hefftner leitete zu Beginn des 20. Jahrhunderts den Namen fälschlicherweise vom Personennamen „Kędziora“ ab. Am 26. Januar 1937 wurde der Name des Dorfes in „Keltingen“ geändert, um slawisch klingende topografische Namen in Schlesien zu entfernen. Nach 1945 wurde für kurze Zeit der polnische Name „Kęczków“ verwendet. Anfang 1948 wurde der Name „Karncza Góra“ offiziell bestimmt.

## Geschichte
Die erste Erwähnung des Dorfes stammt aus der Breslauer Bulle vom 23. April 1155 von Hadrian IV. Kentschkau wird darin unter dem Namen „Carnchagora“ unter einem Dutzend anderer Dörfer erwähnt, die dem Bischof von Breslau gehören. Das Dorf wurde 90 Jahre später zum zweiten Mal in der am 9. August 1245 herausgegebenen päpstlichen Bulle von Innozenz IV. erwähnt.
Während des größten Teils seiner Geschichte gehörte das Dorf dem Domkapitel Breslau, und nach der Säkularisation des Kirchenbesitzes wurde es Eigentum des Staates. Ende des 18. Jahrhunderts hatte das Dorf 12 Häuser mit 64 Einwohnern, ein Gasthaus und einen freien Dorfrat.
Im Jahr 1802 wurde es von drei Bauern, zwei Häuslern, fünf Heimarbeitern, einem Gastwirt und einem Dorfverwalter bewohnt.
1830 lebten dort 121 Menschen, von denen 49 evangelisch und 72 katholisch waren. Fünfzehn Jahre später, 1845, lebten 155 Menschen im Dorf, darunter 40 Katholiken. Der Ort hatte 16 Häuser, einen freien Dorfrat und eine Brennerei; zwei Schuhmacher und ein Hausierer waren unter den Einwohnern. Katholiken benutzten die Kirche in Groß Mochbern und Protestanten die Kirche in Hermannsdorf. Im Jahr 1887 wurde das Dorf von 245 Menschen bewohnt – 195 Protestanten, 41 Katholiken und neun Juden. Bei der letzten Volkszählung in Deutschland vor dem Ende des Zweiten Weltkriegs wurden zu Beginn des Jahres 1941 im Dorf 135 Einwohner gezählt.
Das Einwohnerbuch vom gesamten Landkreis Breslau gibt für 1942 133 Einwohner an und nennt als Bürgermeister Walter Richard.
Die 1945 zerstörten Dorfgebäude wurden nicht mehr bewohnt und das Dorf selbst wurde liquidiert. Grund für eine solche Entscheidung der Behörden waren die Pläne zur Erweiterung des in unmittelbarer Nähe des Dorfes gelegenen Militärflughafens in Strachowice.

## Denkmale

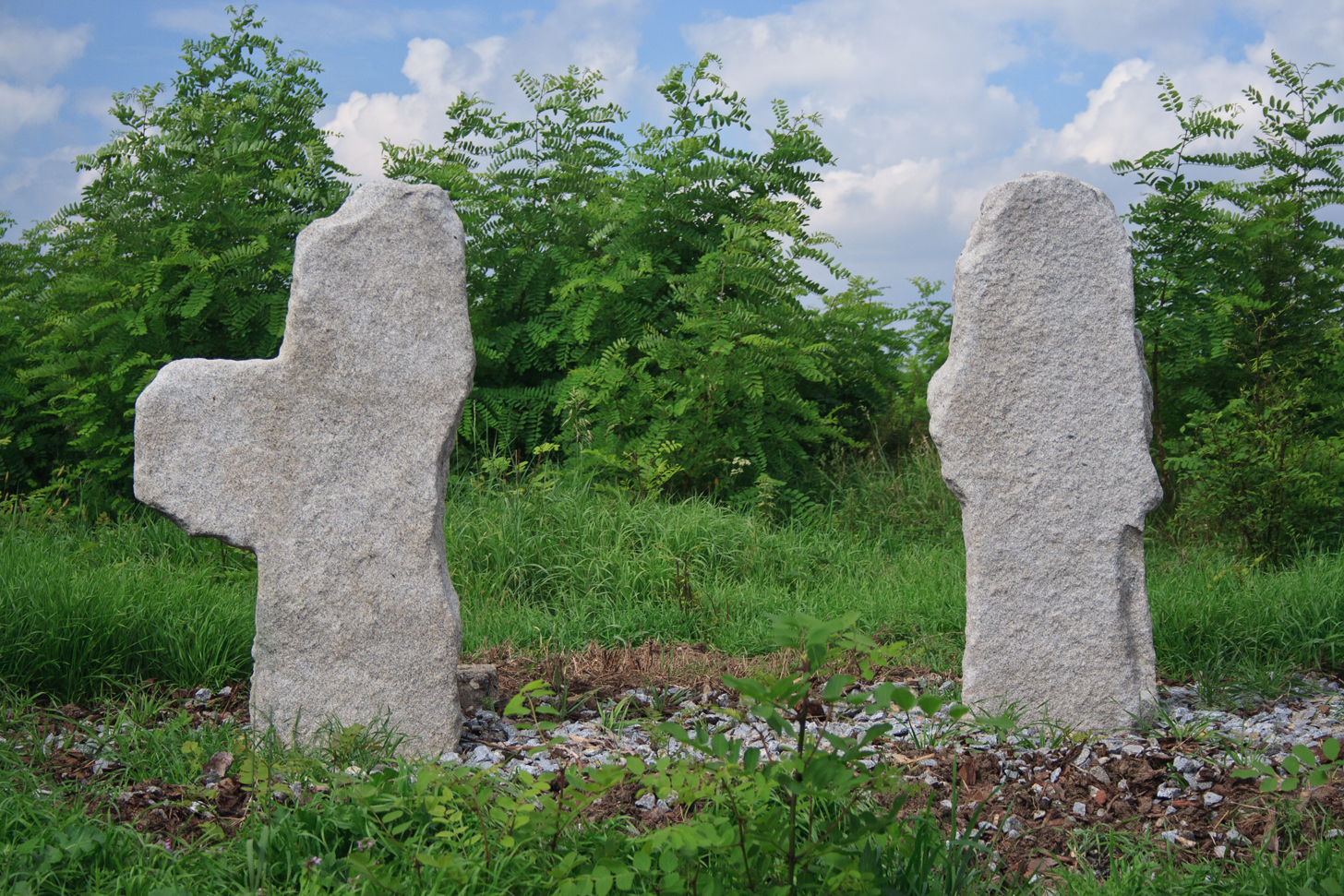
Steinkreuze an der Straße nach Groß Mochbern

An der Straße von Breslau nach Schmolz, an der Stelle, an der sich der Friedhof des Dorfes befand, stehen heute zwei Granitkreuze. Nach Einschätzungen aus der Zeit vor dem Krieg war das erste 1,60 m hoch, 0,65 m breit und 0,14 m dick, das zweite 1,9 m hoch, 0,38 m breit und 0,14 m dick. Derzeit (2011) ragen beide Kreuze 1,33 m über den Boden. Beide Kreuze sind beschädigt; eines hat einen abgebrochenen Arm und bei dem anderen sind beide Arme abgebrochen. Diese Kreuze galten lange Zeit als verloren, sie wurden erst 1994 bei Aufräumarbeiten auf dem dortigen Gelände des Flughafens von Angehörigen der „Bruderschaft der Kreuzfahrer“ (einer Vereinigung von Denkmalfreunden) gefunden. Fünf Jahre später, im Jahr 1999, brach erneut ein Arm, obwohl er geklebt und verstärkt worden war. 2011 gab es weitere Beschädigungen. Kurz danach wurden beide Kreuze in einer speziellen Konservierungswerkstatt einer gründlichen Denkmalpflege unterzogen und am 13. Mai 2011 neu errichtet. Neben den Kreuzen ist eine Informationstafel angebracht, die auf die Legende hinweist, nach der es sich um Sühnekreuze handelt. Die Legende besagt, „Anno Domini 1514, den 4. des August, wurden an diesem Ort hier auf der Hohen Landstraße zwei böhmische Kaufleute durch Johann von Kentschkau ausgeraubt und getötet. Er hat auf eigene Kosten Buße getan und diese beiden Kreuze aufgestellt.“ Die Instandhaltungsarbeiten wurden von der Breslauer Flughafengesellschaft finanziert. Ein zugehöriges drittes Kreuz befindet sich in der Holzkirche im Park Szczytnicki (Scheitniger Park) in Breslau.